# Donburi
El donburi (丼, literalment « bol », amb freqüència abreujat en don) és un plat tradicional de la cuina japonesa compost d'un gran bol d'arròs sobre el qual es disposa tota mena de guarniments.
Entre els nombrosos tipus de donburi es troben:
- el katsudon amb tonkatsu (porc empanat) ;
- el gyūdon amb lamines de bou;
- el unagidon amb anguiles torrades ;
- el oyakodon amb pollastre i ous ;
- el kimuchidon amb kimchi coreà;
- el tendon amb tempura.

Per la seva facilitat de realització i la varietat que es deixa fer, el donburi és molt difós i tothom pot crear el seu pāsonaru-don (donburi personal) disposant el seu guarniment favorit sobre un bol d'arròs.
El donburi difereix del chirashi, que és un bol d'arròs avinagrat (sumeshi) sobre el qual es posa un guarniment fred de sashimi, tamagoyaki i altres elements.